# ناحیه کفرنبل
ناحیه کفرنبل (به عربی: ناحیة کفرنبل) یک ناحیه در سوریه است که در منطقه معره نعمان واقع شده‌است. ناحیه کفرنبل ۶۷٬۴۶۰ نفر جمعیت دارد.